# Derecho, legislación y libertad
Derecho, legislación y libertad (en francés Droit, législation et liberté, y en inglés Law, Legislation and Liberty) es la magnum opus del filósofo liberal y Premio en Ciencias Económicas en memoria de Alfred Nobel Friedrich Hayek. Se trata de una obra de filosofía social y no directamente de economía, donde el autor desarrolla su filosofía de vida en la sociedad (arte de vivir), profundizando los principios que el mismo pensador ya había abordado en las obras Los fundamentos de la libertad y Camino de servidumbre. Según la Encyclopædia Universalis (en francés), se trata de una «verdadera explicitación» de su pensamiento profundo.

La publication des trois volumes de Droit, Législation et Liberté (1973, 1976 et 1979, respectivement) constitue le véritable aboutissement de la pensée de Friedrich von Hayek (1899-1992) et de son engagement, toute sa vie durant, à défendre la société libérale. L'ouvrage entend proposer une «nouvelle formulation des principes libéraux de justice et d'économie politique». Pour rendre compte de l'ordre social dans ses dimensions économique, politique et juridique, Hayek (prix Nobel d'économie en 1974) s'inscrit d'emblée dans une longue lignée de penseurs libéraux. Il retient d'Adam Smith et des Lumières écossaises l'importance des ordres sociaux spontanés ; il reformule la notion autrichienne de concurrence comme processus dynamique ; il défend, enfin, avec le libéralisme politique classique, la nécessaire limitation du pouvoir. Pourtant, c'est moins cette tradition libérale qui donne son unité à l'ouvrage que l'introduction d'un nouveau fondement : la théorie de l'information.
Traducción al español: «La publicación de los tres volúmenes de Derecho, Legislación y Libertad (en 1973, 1976 y 1979, respectivamente), constituye el verdadero punto culminante del pensamiento de Friedrich von Hayek (1899-1992) y de su compromiso, durante toda su vida, en relación a la defensa de la sociedad liberal. La obra citada propone una «nueva formulación de los principios liberales de justicia y de economía política». Para poner de manifiesto el orden social en sus dimensiones económicas, políticas, y jurídicas, Hayek (premio Nobel de economía del año 1974) adhiere de lleno a la línea de otros pensadores liberales, y así por ejemplo, de Adam Smith y de la ilustración escocesa, retiene la importancia del orden social espontáneo. También reformula la noción austríaca de concurrencia como proceso esencialmente dinámico, y defiende el liberalismo político clásico, así como la necesaria limitación de los poderes. De todas maneras, la unidad de su obra no la hace tanto el enfoque liberal, sino la introducción de un nuevo fundamento: la teoría de la información».
Droit, Législation et Liberté, de Friedrich von Hayek, en Encyclopædia Universalis.

## Presentación

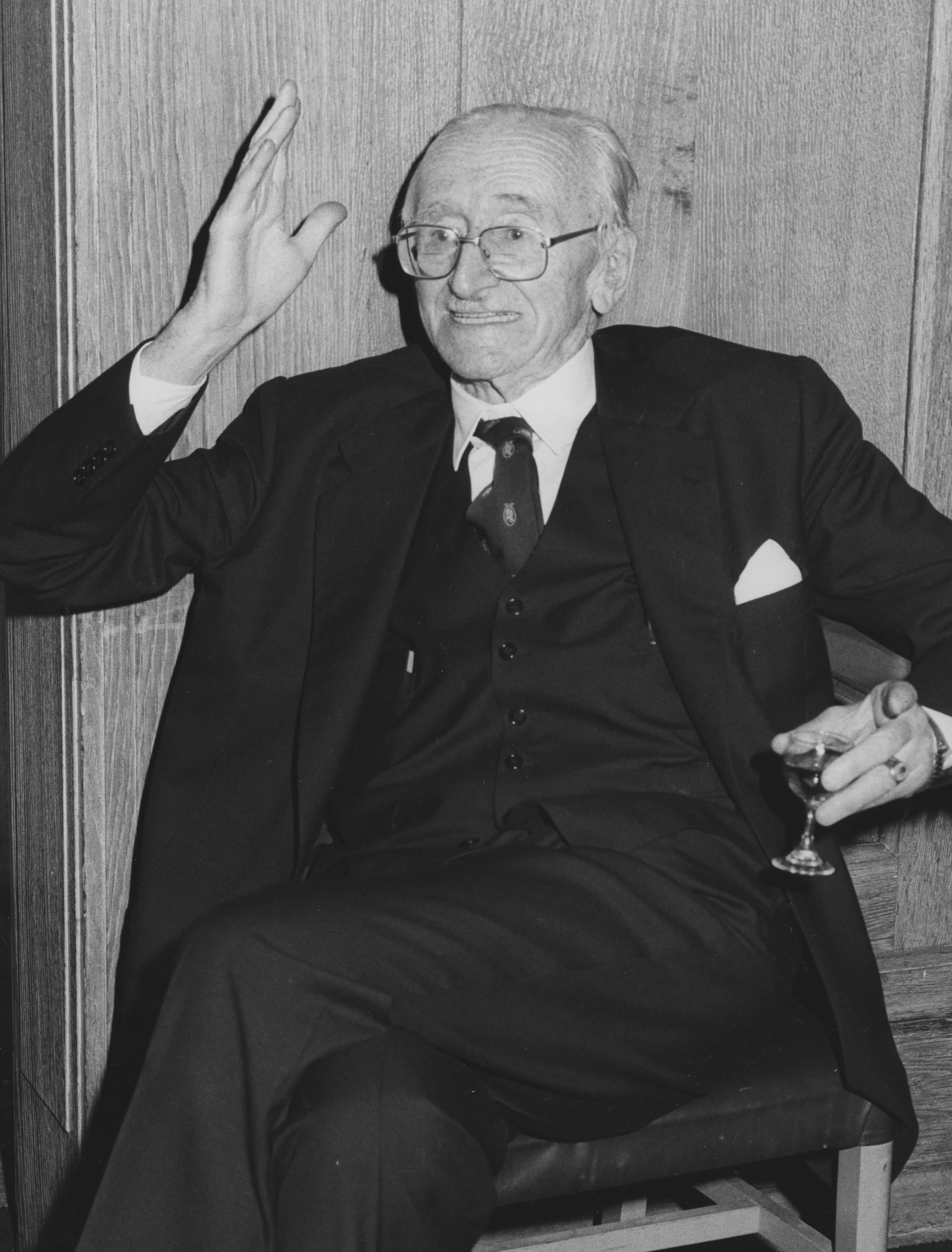
Friedrich August von Hayek (1981)

En Derecho, legislación y libertad, Friedrich Hayek presenta dos visiones de la sociedad, una fundada en el «orden fabricado», y la otra basada en el «orden maduro». A estas dos visiones de la sociedad corresponden dos visiones de la ley, que respectivamente son «la legislación» y «el Derecho». Defendiendo la sociedad de Derecho, se opone a las tendencias del «⁣contrato social». Para Hayek, el Derecho precede y sobrepasa la legislación.
Sobre la base de una epistemología que insiste sobre las limitaciones de los conocimientos humanos, Hayek opina que el nivel de complejidad alcanzado por nuestras sociedades, no ha sido respaldado por ciertos legisladores o por ciertas legislaturas, sino al contrario, ha sido producto de fuerzas espontáneas. Este autor defiende el orden espontáneo, y lo que llama la catalaxia, o sea, el intercambio libre entre individuos a través del mercado, único medio de coordinar sin restricciones, las acciones de personas que pueden no conocerse, y que tienen objetivos diferentes. Según Hayek, el mejor fundamento de una sociedad libre: «Cada quien se maneja según la ganancia que percibe, para así servir a necesidades más profundas que le son invisibles». Este orden está necesariamente fundado sobre reglas de derecho abstractas, por oposición a las reglas de las sociedades más primitivas, que fundamentalmente defienden reglas concretas orientadas al reforzamiento colectivo del grupo.[cita requerida]
Para responder al enfoque posible de una democracia vista como «tiranía de la mayoría»  en nombre de la «justicia social», propone un sistema político al que llama «⁣demarquía» (en inglés «demarchy», en francés «démarchie»), concepto próximo al de democracia liberal.
La redacción de Derecho, legislación y libertad tomó al autor de quince a veinte años, principalmente cuando se encontraba en la Universidad de Fribourg-en-Brisgau. A diferencia de Camino de servidumbre, el citado no es un libro destinado al gran público.

## Plan
Droit, législation et liberté, en francés, fue inicialmente editada en tres volúmenes, con traducción al francés de Raoul Audoin.
- Partie 1 - Règles et ordre, 1973

1. Raison et évolution
2. «Kosmos» et «Taxis»
3. Principes et expédients
4. Transformation de l’idée de droit
5. «Nomos»: le droit de la liberté
6. «Thesis»: la loi du législateur

- Partie 2 - Le mirage de la justice sociale, 1976

1. Biens communs et objectifs particuliers
2. La quête de justice
3. Justice «sociale» ou distributive
4. L'ordre de marché ou catallaxie
5. La discipline des règles abstraites et les réactions affectives de la société tribale

- Partie 3 - L'ordre politique d’un peuple libre, 1979

1. Opinion majoritaire et démocratie contemporaine
2. La division des pouvoirs démocratiques
3. Le secteur public et le secteur privé
4. Politique gouvernementale et marché
5. L'avortement de l'idéal démocratique: récapitulation
6. Un modèle de constitution
7. Le pouvoir contenu et la politique détrônée

Épilogue: Les trois sources des valeurs humaines
La obra fue reeditada en 2007 por Presses Universitaires de France en un solo volumen, en una edición coordinada por Philippe Nemo.